# Манорбир (община)
Манорби́р (валл. Maenorbŷr, англ. Manorbier) ― община и приход на южном побережье Пембрукшира, Уэльс. Название образовалось из двух слов, манор и пир. Община включает в себя Джеффристон и Лидстеп.
Существует также избирательный округ с таким же названием. Согласно переписи 2011 года население Манорбира составляло 2083 человека. Она обслуживается линией Западного Уэльса.
Манорбир находится на территории национального парка Пембрукшир-Кост и является популярной туристической достопримечательностью наряду с замком Манорбир, церковью Святого Джеймса, песчаным пляжем, скалами и частью Прибрежной тропы Уэльса.

## История

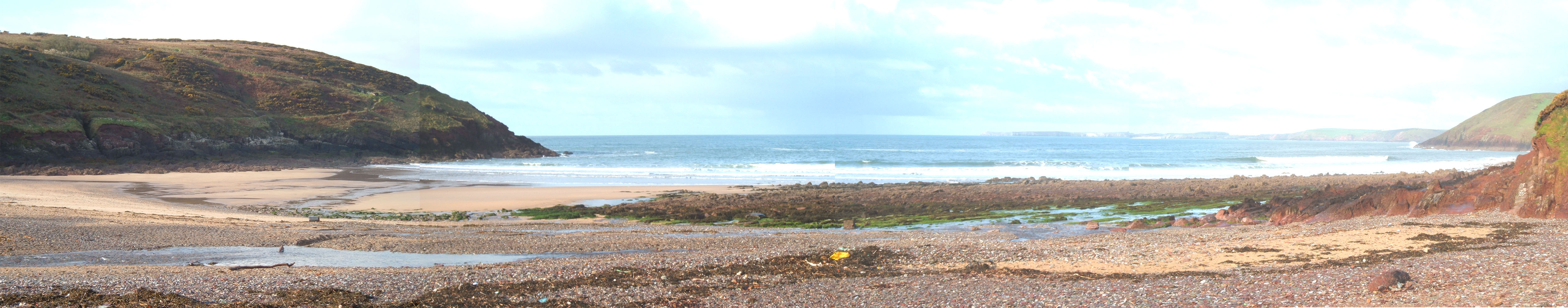
Пляж Манорбир

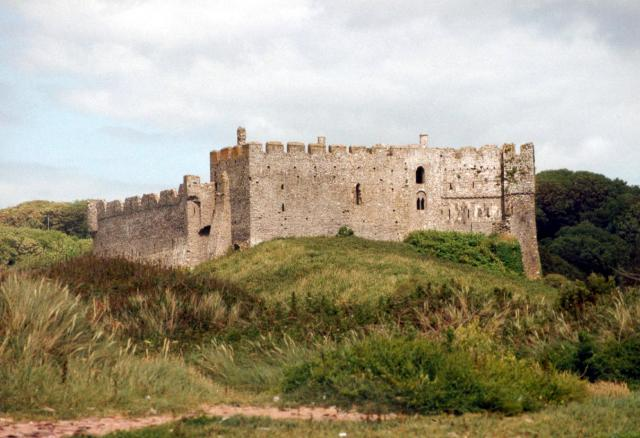
Замок Манорбир

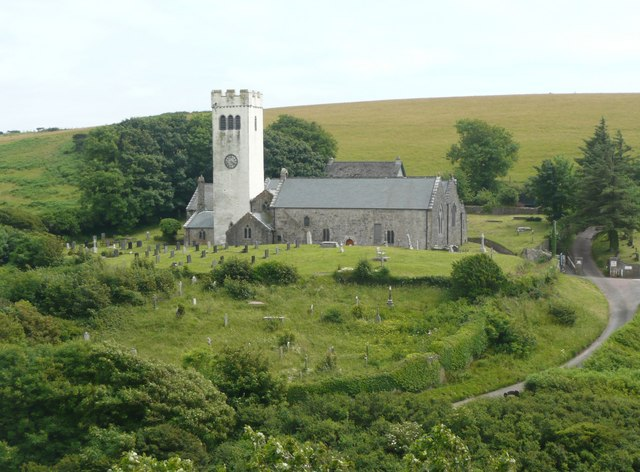
Церковь Святого Джеймса

Вдоль русла ручья можно найти окаменелости, а вдоль скал, в стороне от пляжа, скальные образования в виде вертикальных пластов. Свидетельства раннего обитания человека состоят из множества кремнёвых микролитов эпохи мезолита и неолита, хранящихся в местных музеях. Дольмен, известный как Королевский Квойт, можно обнаружить к югу от залива и пляжа Манорбира.
Норманнский рыцарь Одо де Барри получил земли Манорбира в благодарность за военную помощь в завоевании Пембрукшира после 1103 года. Первый замок Манорбира был построен в стиле мотт и бейли, а каменные стены были достроены в следующем столетии. Гиральд Камбрийский, сын Уильяма де Барри, родился в Манорбире в 1146 году и позднее назвал общину самым приятным местом в Уэльсе.
Приходская церковь Святого Джеймса датируется XII веком и является зданием I класса. 
С 1933 по 1946 год действовал смешанный гражданский и военный аэродром. Во время Второй мировой войны он служил аэродромом для Королевских ВВС. В настоящее время это полигон, используемый Королевской артиллерией в качестве испытательного полигона для высокоскоростных ракет.